# Smaïl Chergui
Pour les articles homonymes, voir Chergui.
 (janvier 2020).
Smaïl Chergui, né le 4 septembre 1956 en Algérie, est un diplomate algérien et un Haut fonctionnaire de l'Union africaine. 
Il est Commissaire à la paix et à la sécurité de l'Union africaine de 2013 à 2021 ,.

## Biographie
Smaïl Chergui a commencé sa carrière diplomatique en 1980 lorsqu'il a commencé au ministère algérien des Affaires étrangères. Il a d'abord travaillé à l'ambassade d'Algérie au Maroc, puis a rejoint le service de presse du ministère des Affaires étrangères puis est devenu président du cabinet du ministre des Affaires étrangères. De 1997 à 2004, Chergui a été nommé ambassadeur spécial de l'Algérie en Éthiopie, en Érythrée et à Djibouti. À ce titre, il a travaillé à la rédaction de l'Accord d'Alger signé en 2000 qui conclut l'armistice entre l'Éthiopie et l'Érythrée. En même temps, Chergui était déjà ambassadeur d'Algérie auprès de l'Union africaine et organisation prédécesseur de l'unité africaine. Après avoir terminé son mandat d'ambassadeur spécial, Chergui a rejoint le consulat général d'Algérie à Genève avant de devenir ambassadeur d'Algérie en Russie en 2008. 
Le 12 octobre 2013, Smail Chergui est élu commissaire à la paix et à la sécurité de l'Union africaine, réélu en janvier 2017. Il quitte son poste en mars 2021 pour devenir conseiller à la direction des relations extérieures et de la coopération internationale en Algérie.

## Distinctions
- Commandeur de l'ordre du Mono (2021)[4].
- Décoré de l'ordre du Soleil levant[5].